# Turistická značená trasa 2724
 Turistická značená trasa 2724 (pojmenovaná podle slovenského pedagoga, organizátora turistiky a publicisty jako Chodník Janka Bojmíra). Nachází se na území obce Blatnica v okrese Martin, měří 8,9 km a spojuje rozestí Ústie Konskeho dolu v Gaderské dolině a rozcestí Ústie Vápennej doliny také v Gaderské dolině přes Jeskyni Mažarná a vrchol Tlstá v pohoří Velká Fatra na Slovensku.

## Průběh trasy
Z Gaderské doliny z rozcestí Ústie Konskeho dolu vede zalesněným terénem Konského dolu , nejprve stupňujícím se stoupáním k rozcestí Muráň, odtud ostřejším stoupáním na vrchol Tlsté. Odtud ostře klesá k Jeskyni Mažarné (nad jeskyní je asi 200m úsek zajištěný řetězy) a nejprve krátkou dolinkou Mažarná (skalnatý terén) a následně Vápennou dolinou zpět do Gaderské doliny k rozcestí Ústie Vápennej doliny. Výstup/sestup z/na Tlstou je kvůli prudkému, místy až strmému sklonu terénu fyzicky velmi náročný.
| Km  | Místo                 | Navazující a křižující trasy | Souřadnice                       | Nadmořská výška |
| --- | --------------------- | ---------------------------- | -------------------------------- | --------------- |
| 0   | Ústie Konského dolu   | 8648                         | 48°56′10″ s. š., 18°56′15″ v. d. | 512 m n. m.     |
| 3,7 | Muráň                 | 8639                         | 48°55′19″ s. š., 18°58′32″ v. d. | 1050 m n. m.    |
| 5,8 | Tlstá                 | 5641                         | 48°56′2″ s. š., 18°58′17″ v. d.  | 1373 m n. m.    |
| 7,6 | Jeskyně Mažarná       |                              | 48°56′23″ s. š., 18°57′36″ v. d. | 850 m n. m.     |
| 8,9 | Ústie Vápennej doliny | 8648                         | 48°56′41″ s. š., 18°56′48″ v. d. | 527 m n. m.     |

## Rozcestníky

Ústie Konského dolu
Jaskyňa Mažarná
Tlstá
Muráň
Ústie Vápennej doliny

## Galerie

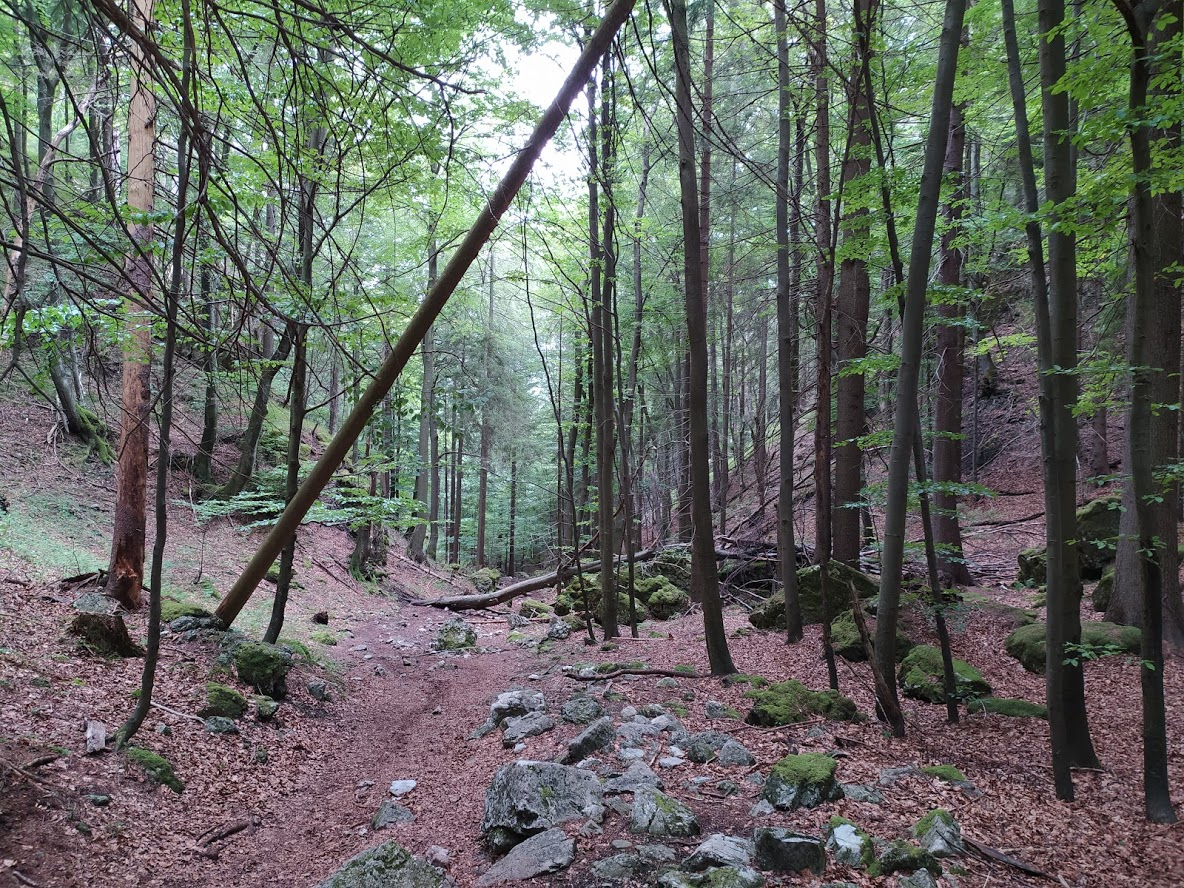
Konský dol
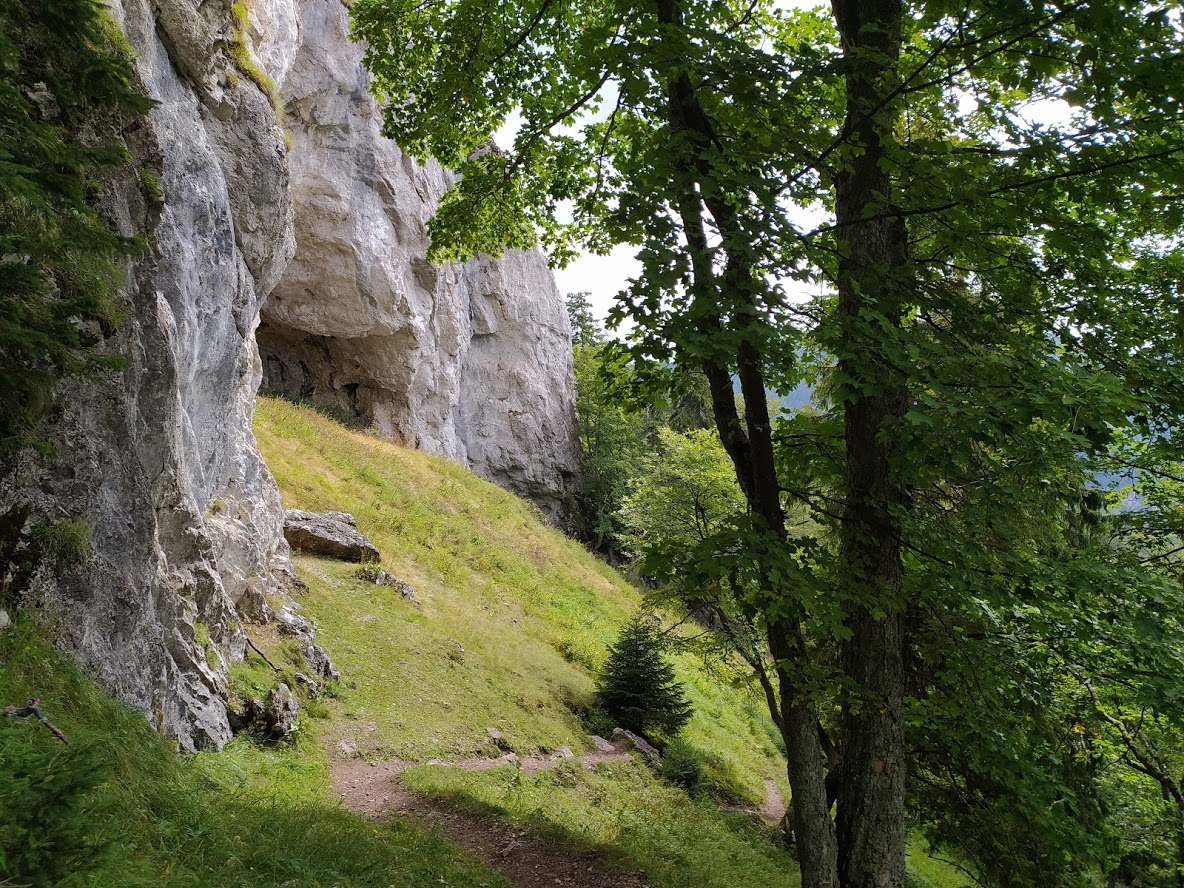
bezejmenná jeskyně mezi Tlstou a Murání
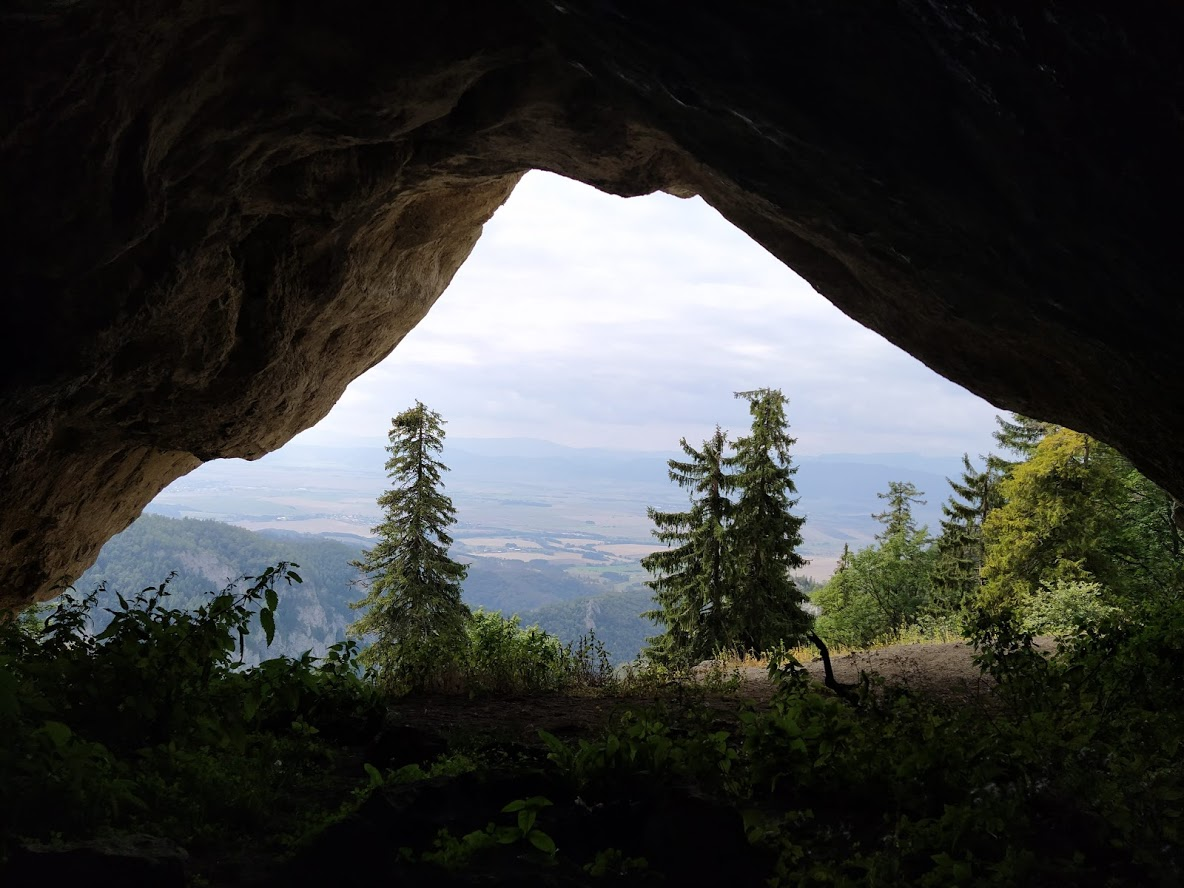
pohled z bezejmenné jeskyně mezi Tlstou a Murání
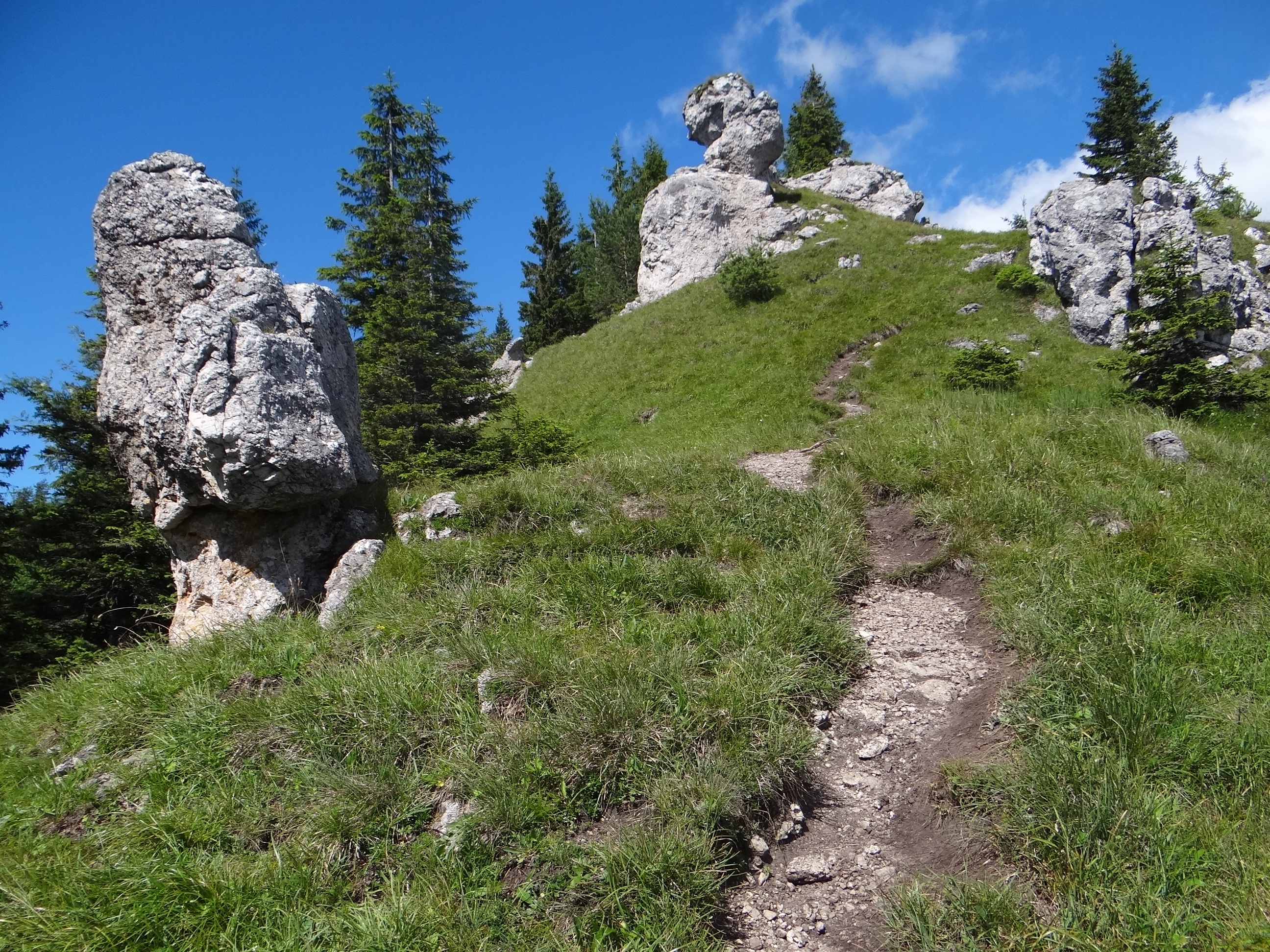
Tlstá
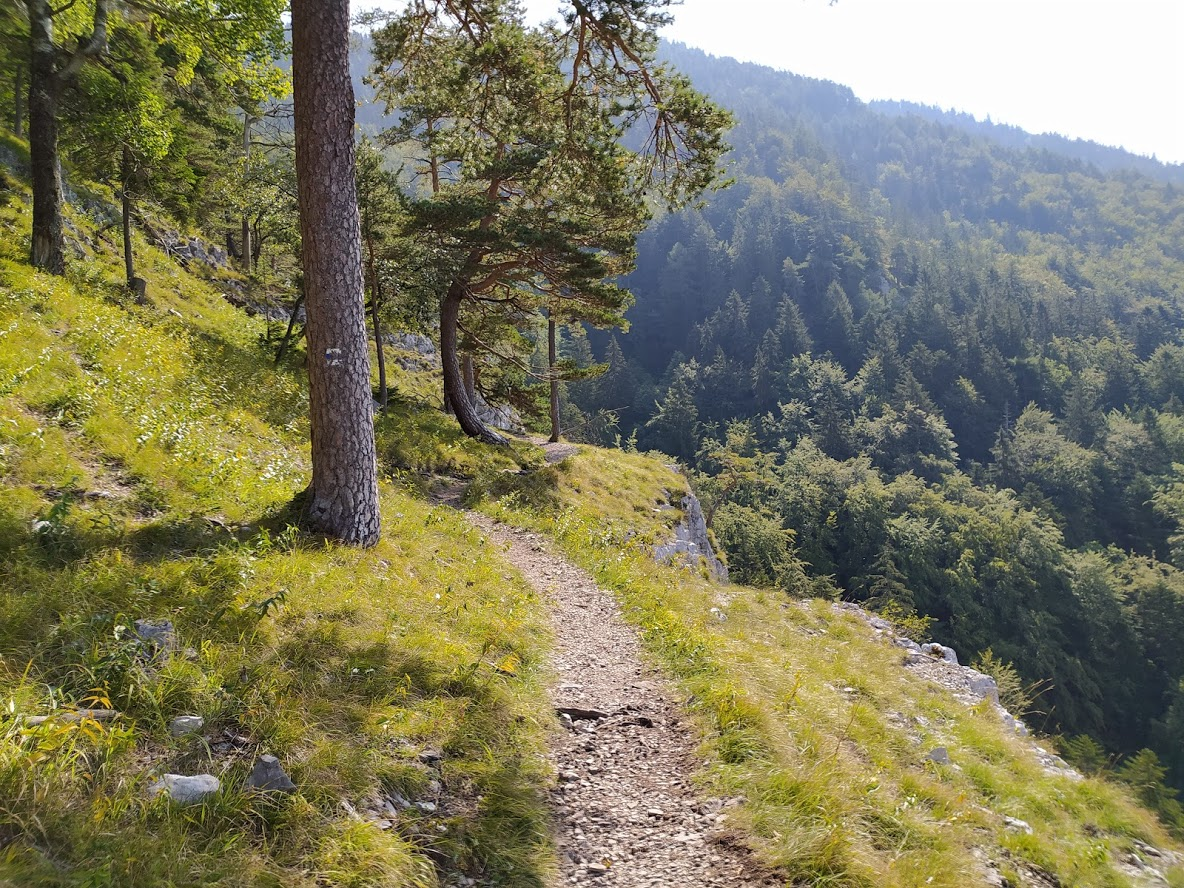
stezka nad Mažarnou
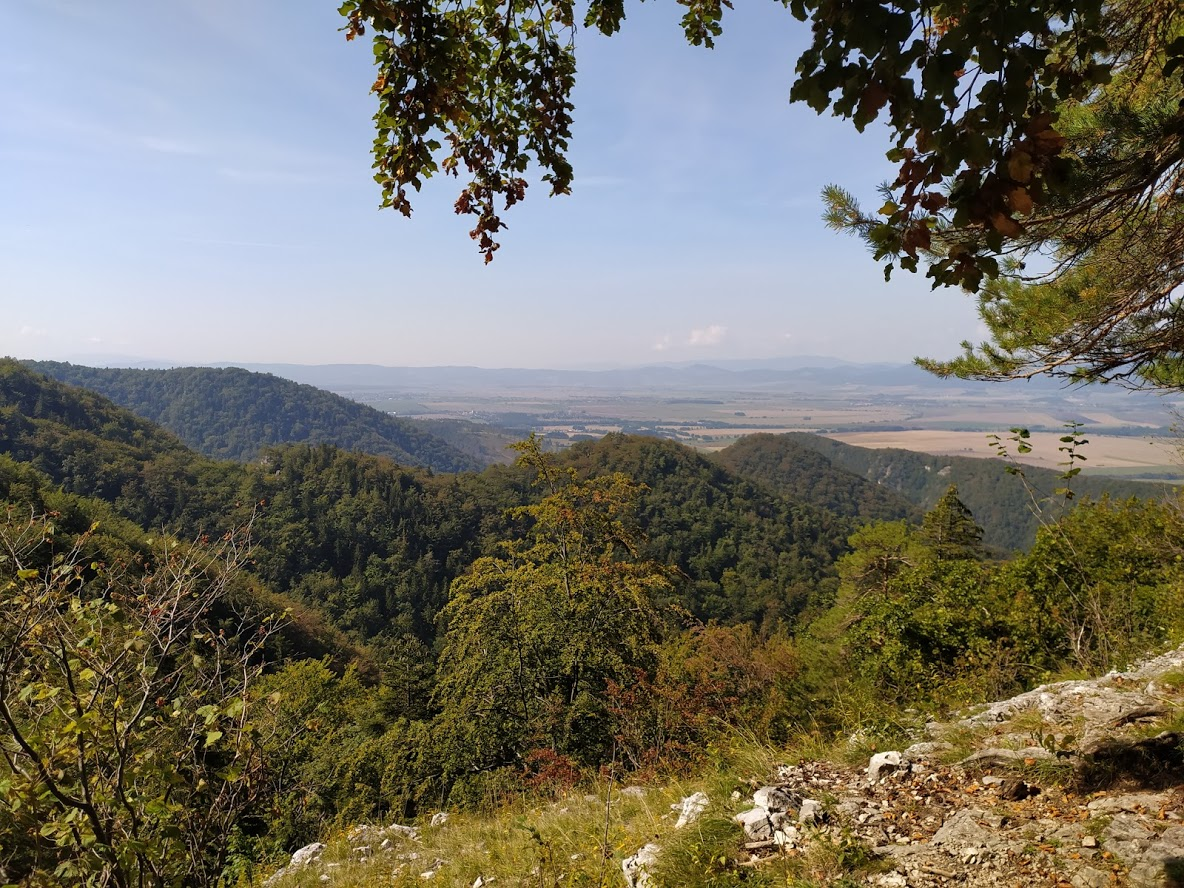
Výhled na Turec z Mažarné
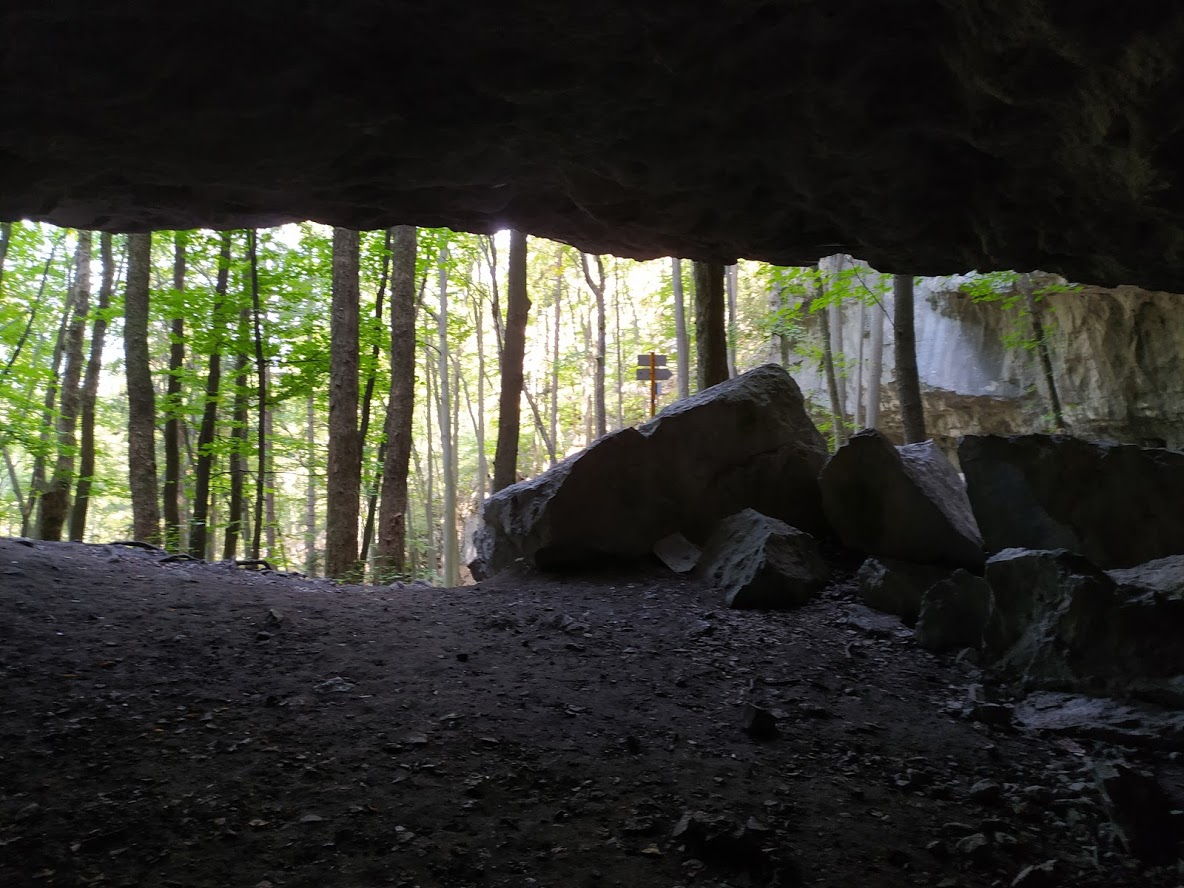
jeskyně Mažarná
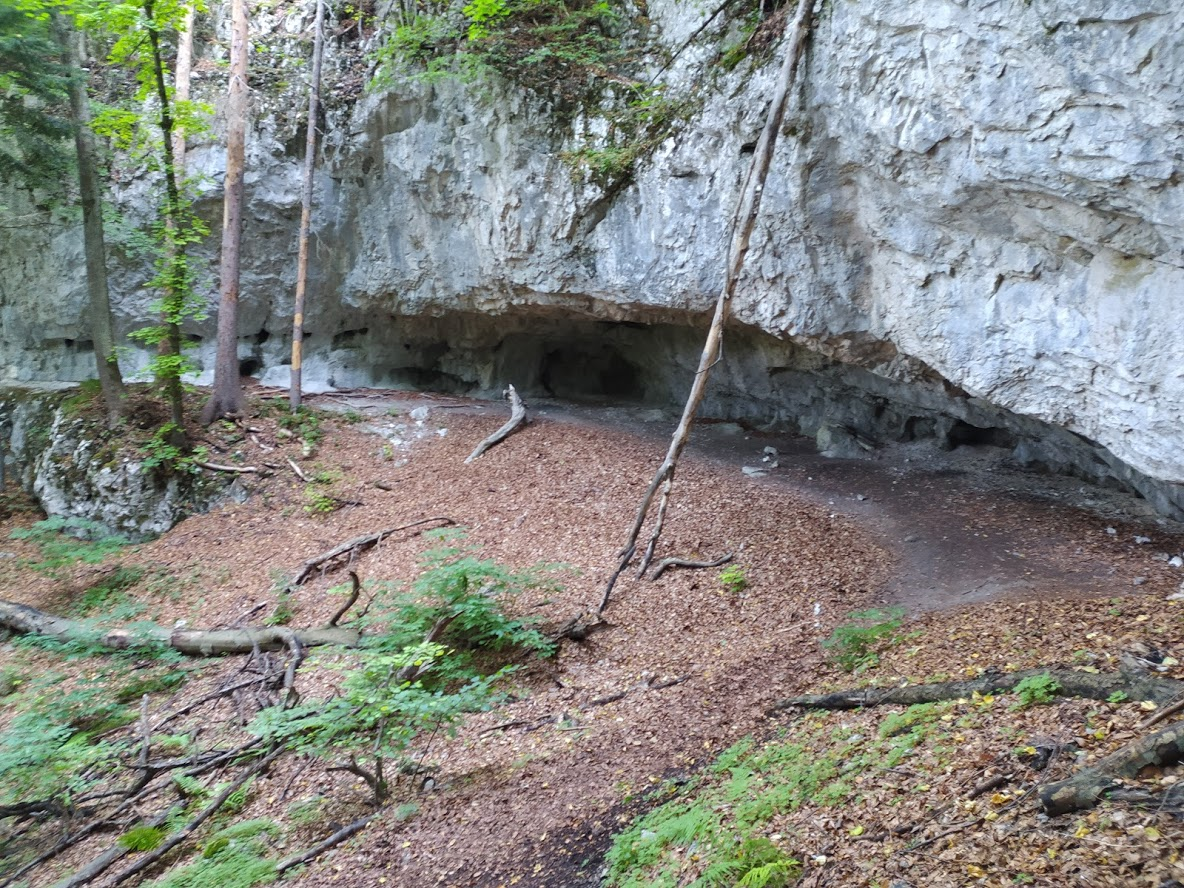
dolinka Mažarná, skalní převis
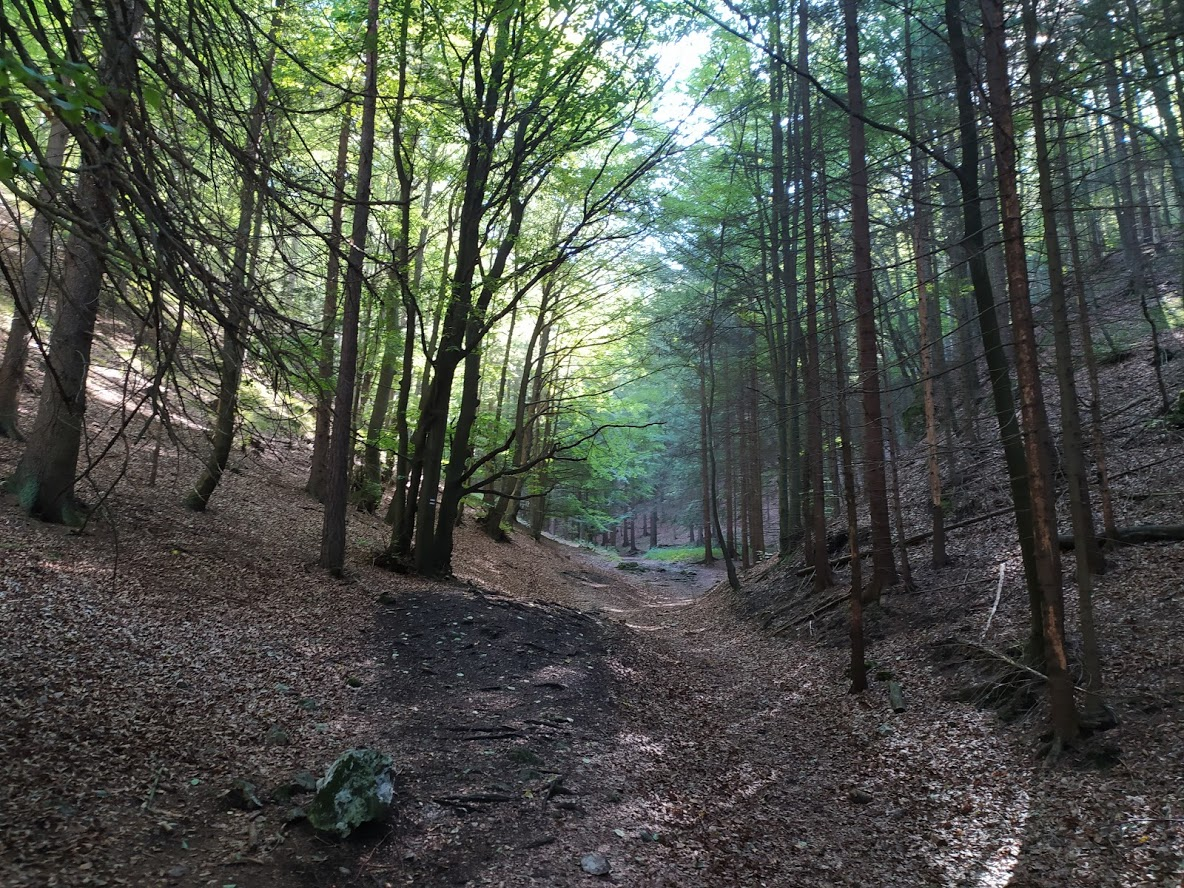
Vápenná dolina